# Quadrello (pugnale)
Il quadrello è un tipo di pugnale, usato nel medioevo, avente una lama a sezione quadrangolare e punta acutissima. Generalmente realizzato in ferro, molti quadrelli possono anche essere costituiti di acciaio o bronzo.
È simile allo stiletto (che ha però la lama generalmente a sezione triangolare). Anche il quadrello è considerato dalla vigente legislazione sulle armi bianche, come "arma propria", la cui destinazione naturale è cioè l'offesa alla persona. Per il suo acquisto è necessario quindi un apposito "nulla osta" che può essere concesso dalla Questura di appartenenza. Il possesso deve poi essere denunciato.